# Aki Shimazaki
Aki Shimazaki (Gifu, 1954) escriptora canadenca nascuda al Japó. Va immigrar al Canadà el 1981 i des del 1991 viu a Mont-real. A partir d'aleshores va començar a aprendre el francès de manera autodidacta i després en una escola d'idiomes, i des del 1999 ha publicat regularment novel·les en aquesta llengua.

## Originalitat de la seva producció
Aki Shimazaki, és autora d'una obra singular aplegada en cicles de novel·les. Cadascun compost per cinc relats breus. A través de la seva obra fa una anàlisi delicada de la societat japonesa contemporània, la seva psicologia, les seves regles, els seus tabús, els seus secrets i els seus enigmes. A voltes amb referències a fets poc coneguts de la història japonesa. Cada volum, titulat amb un mot japonès, planteja una narració independent dins la unitat de cada cicle de cinc novel·les. Així amb delicadesa van apareixent reflexions sobre grans temes com la família, el treball, l'amor o la sexualitat.

## Obres
Primer cicle: Le poids des secrets (El pes dels secrets). No publicat en català
- 1999: Tsubaki
- 2000: Hamaguri
- 2001: Tsubame
- 2002: Wasurenagusa
- 2005: Hotaru

Segon cicle: Au cœur du Yamato (Al cor de Yamato). No publicat en català
- 2006: Mitsuba
- 2008: Zakuro
- 2010: Tonbo
- 2012: Tsukushi
- 2013: Yamabuki

Tercer cicle: L'ombre du chardon (L'ombra del card). Publicada pentalogia per Nòrdica Llibres, 2024, o per separat:
- 2014: Azami (Azami, el club de la Mitsuko ; Nòrdica Llibres, 2023)
- 2015: Hôzuki (Hôzuki, la llibreria de la Mitsuko ; Nòrdica Llibres, 2023)
- 2016: Suisen (Suisen, el gat d’en Gôro ; Nòrdica Llibres, 2023)
- 2017: Fuki-no-tô (Fuki-no-tô, la granja de l’Atsuko ; Nòrdica Llibres, 2024)
- 2018: Maïmaï (Maïmaï, el cargol d’en Tarô ; Nòrdica Llibres, 2024)

Quart cicle: Une clochette sans battant (Una campaneta sense batall)
- 2019: Suzuran (Suzuran, Empúries, Barcelona, 2024)
- 2021: Sémi (Lluna plena, Empúries, Barcelona, 2022)
- 2022: No-no-yuri (Una noia a Tòkio, Empúries, Barcelona, 2025)
- 2023: Niré
- 2024: Urushi

## Premis
- Prix Ringuet, Académie des lettres du Québec, Hamaguri, 2000
- Prix littéraire Canada-Japon, Conseil des Arts, Wasurenagusa, 2002
- Prix du Gouverneur général, per Hotaru, 2005